# Hymenophyllum subdimidiatum
Hymenophyllum subdimidiatum är en hinnbräkenväxtart som beskrevs av Eduard Rosenstock. Hymenophyllum subdimidiatum ingår i släktet Hymenophyllum och familjen Hymenophyllaceae. Inga underarter finns listade.